# Amphicoma dubia
Amphicoma dubia là một loài bọ cánh cứng trong họ Glaphyridae. Loài này được Semenow miêu tả khoa học năm 1891.